# Stenia saccata
Stenia saccata är en orkidéart som beskrevs av Leslie Andrew Garay. Stenia saccata ingår i släktet Stenia och familjen orkidéer. Inga underarter finns listade i Catalogue of Life.